# Дмитриевка (Яковлевский район)
Дмитриевка — село в Яковлевском районе Белгородской области России, центр Дмитриевского сельского поселения.

## География
Село расположено на западе Белгородской области, в верхнем течении малой реки под названием Ворсколец, правого притока Ворсклы, в 5,85 км по прямой к западо-северо-западу от районного центра, города Строителя, в 22,9 км по прямой к северо-западу от северо-западных окраин города Белгорода. Ближайшие населённые пункты: село Ольховка, примыкающее с востока.

## История

### Происхождение названия
Местные краеведы считают, что название свое село получило по имени любимого сына графини Е. П. Клейнмихель, имение которой располагалось в селе.

### Исторический очерк
Поданным переписи 1882 года: 
село Дмитриевское Красненской волости Обоянского уезда — 110 домохозяйств (127 изб, у тринадцати хозяев — по нескольку изб), из них — шестнадцать грамотных мужиков и одиннадцать учащихся мальчиков. У селян — 222 лошади и 101 жеребенок, 106 коров и 131 теленок, две козы и 682 овцы, 167 свиней. У четырех пасечников — 109 колодок с пчелами. В селе — два «промышленных заведения». Земельный надел дмитриевцев — «чернозем и немного суглинка». В Дмитриевском же — имение графини Е. П. Клейнмихель: усадебной земли сорок десятин, пахотной — 2476 десятин, лугов — 27 десятин, леса: строевого — четыреста десятин, дровяного — 73 десятины, кустарников — 33 десятины. Всего — 3294 десятины, в имении — 62 рабочих лошади и 66 волов.
В начале XX века в селе была развита общественная благотворительная деятельность: «В селе Дмитриевском Красненской волости, на средства М. В. Эттер, содержится детский приют, в котором находилось в 1914 году 8 девочек и 2 мальчика. На содержание приюта израсходовано за год 1205 рублей. При приюте богадельня, в которой призревались в 1914 году 4 женщины, на содержание которых израсходовано 260 рублей».
В 1997 году село Дмитриевка стало центром Дмитриевского сельского округа, в который вошло 2 села и 2 хутора в Яковлевском районе.

## Население
В 1882 году в селе Дмитриевском было 758 жителей (394 мужского и 364 женского пола).
Сведения 1890 года: «Дмитриевское село — 811 жителей (417 мужского и 394 женского пола)».
В 1979 году в Дмитриевке проживало 896 человек, в 1989 году — 851, в 1997 году — 279 домовладений, 971 человек.
| 2002 | 2010  |
| ---- | ----- |
| 1078 | ↘1002 |

## Инфраструктура
В начале 1990-х годов Дмитриевка оставалась центром колхоза «Маяк» (в 1992 году — 298 колхозников), производящего зерно, сахарную свеклу, подсолнечник, овощи, скот и домашнюю птицу, молоко. В более поздние годы село Дмитриевка известно своим профессионально-техническим училищем, где многие селяне Яковлевского района и всей области изучали новую технику, повышали профессиональную классность. С 1989 года Дмитриевское СПТУ готовило бухгалтеров агропромышленного комплекса (трехлетний срок обучения).